# Tyler Smith
Tyler Smith, född 2 november 2004 i New Orleans i Texas, är en amerikansk professionell basketspelare (PF) som spelar för Milwaukee Bucks i National Basketball Association (NBA). Han spelade också för NBA G League Ignite i NBA G League.
Smith draftades av Milwaukee Bucks i andra rundan i 2024 års draft som 33:e spelare totalt.